# ハリー・ホッキングス
ハリー・ホッキングス（Harry Hockings、1998年7月28日 - ）は、ジャパンラグビーリーグワン東京サントリーサンゴリアスに所属するラグビー選手。

## プロフィール
- オーストラリア・プロサーパイン出身[1]。
- ポジションはロック(LO)。
- 身長 206 cm、体重 118 kg。
- ニックネームはHocko。
- U20オーストラリア代表に選ばれたことがある[2]。

## 来歴
5歳からラグビーを始めた。
クイーンズランド・カントリー、レッズを経て、2020年、サントリーサンゴリアス(現・東京サントリーサンゴリアス)に加入。
2021年2月21日にジャパンラグビートップリーグ第1節三菱重工相模原ダイナボアーズ戦に先発出場で日本での公式戦初出場を果たす。

## 受賞歴

### リーグワン
- 2022-23リーグワンベスト15(LO), ベストタックラー